# Ectactolpium
Ectactolpium es un género de arácnido del orden Pseudoscorpionida de la familia Olpiidae.

## Especies
Las especies de este género son:
- Ectactolpium astatum Beier, 1947
- Ectactolpium brevifemoratum Beier, 1947
- Ectactolpium eximium Beier, 1962
- Ectactolpium flavum Beier, 1955
- Ectactolpium garypoides Beier, 1947
- Ectactolpium kalaharicum Beier, 1964
- Ectactolpium namaquense Beier, 1947
- Ectactolpium schultzei (Tullgren, 1908)
- Ectactolpium simile Beier, 1947
- Ectactolpium zuluanum Beier, 1958